# Џур
Џур (Суе) је сезонска река Јужног Судана која настаје на Азандком прагу западно од града Јамбјо у вилајету Западна Екваторија, као река „Суе“. Тече ка северозападу, па затим ка северу до града Вав у Западном Бахр ел Газалу где прима притоке са леве стране — Бусери, Вав и Нуматина. Код места Гогријал Џур скреће на исток све до ушћа у реку Бахр ел Газал. Дужина тока је око 485 km, а површина слива је 225.000 км². Максималан проток је око 400м³/сек.